# Terziian
Terziian - Терзиян (rus) és un poble del krai de Krasnodar, a Rússia. Es troba als vessants del Caucas occidental, a la capçalera del riu Gunaika, a 30 km al nord-est de Tuapsé i a 98 km al sud de Krasnodar.
Pertany al possiólok d'Oktiabrski.